# Circuit integrat fotònic
Un circuit integrat fotònic (amb acrònim anglès PIC) o circuit òptic integrat és un microxip que conté dos o més components fotònics que formen un circuit en funcionament. Aquesta tecnologia detecta, genera, transporta i processa la llum. Els circuits integrats fotònics utilitzen fotons (o partícules de llum) en lloc dels electrons que utilitzen els circuits integrats electrònics. La principal diferència entre els dos és que un circuit integrat fotònic proporciona funcions per als senyals d'informació imposats a les longituds d'ona òptiques normalment en l'espectre visible o en l'infraroig proper 850–1650 nm.
En comparació amb els components òptics, l'òptica integrada ofereix els avantatges d'una mida molt reduïda a escala de l'empremta d'una guia d'ones òptica, una alineació òptica més robusta, és a dir, la realitzada pel propi procés de fabricació, i el menor cost possible gràcies al paral·lelisme massiu de processament pla.
La plataforma de material més utilitzada comercialment per a circuits integrats fotònics és el fosfur d'indi (InP), que permet la integració de diverses funcions òpticament actives i passives al mateix xip. Els exemples inicials de circuits integrats fotònics van ser làsers de reflector Bragg (DBR) distribuïts de 2 seccions simples, formats per dues seccions de dispositiu controlades de manera independent: una secció de guany i una secció de mirall DBR. En conseqüència, tots els làsers sintonitzables monolítics moderns, els làsers àmpliament sintonitzables, els làsers i transmissors modulats externament, els receptors integrats, etc. són exemples de circuits integrats fotònics. A partir del 2012, els dispositius integren centenars de funcions en un sol xip. El treball pioner en aquest àmbit es va realitzar als Laboratoris Bell. Els centres acadèmics d'excel·lència de circuits integrats fotònics més destacats a InP són la Universitat de Califòrnia a Santa Bàrbara, EUA, la Universitat Tecnològica d'Eindhoven i la Universitat de Twente als Països Baixos.
Un desenvolupament de 2005 va demostrar que el silici, tot i que és un material de banda intercalada indirecta, encara es pot utilitzar per generar llum làser mitjançant la no linealitat Raman. Aquests làsers no són accionats elèctricament sinó òpticament i, per tant, encara necessiten una font làser de bomba òptica addicional.
Les tècniques de fabricació són similars a les que s'utilitzen en els circuits integrats electrònics, en els quals s'utilitza la fotolitografia per modelar les oblies per al gravat i la deposició de material.Les plataformes considerades més versàtils són el fosfur d'indi (InP) i la fotònica de silici (SiPh):

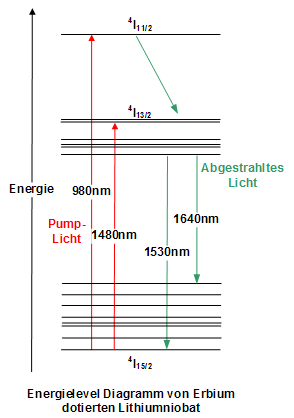
Nivells d'energia per a un cristall LiNb03 dopat Er3+

- Nivells d'energia per a un cristall LiNb03 dopat Er3+Els PIC de fosfur d'indi (InP) tenen generació, amplificació, control i detecció de làser actius. Això els converteix en un component ideal per a aplicacions de comunicació i detecció.
- Els PIC de nitrur de silici (SiN) tenen un ampli rang espectral i una guia d'ones de pèrdua ultra baixa. Això els fa molt adequats per a detectors, espectròmetres, biosensors i ordinadors quàntics. Les pèrdues de propagació més baixes reportades en SiN (0,1 dB/cm fins a 0,1 dB/m) han estat aconseguits per les guies d'ona TriPleX de LioniX International.
- Els PIC fotònics de silici (SiPh) proporcionen pèrdues baixes per a components passius com les guies d'ones i es poden utilitzar en circuits fotònics minúsculs. Són compatibles amb la fabricació electrònica existent.

- El niobat de liti (LiNbO3) és un modulador ideal per al mode de baixes pèrdues. És molt eficaç a l'hora de fer coincidir l'entrada-sortida de fibra a causa del seu baix índex i la seva àmplia finestra de transparència. Per a PIC més complexos, el niobat de liti es pot formar en grans cristalls. Com a part del projecte ELENA, hi ha una iniciativa europea per estimular la producció de LiNbO3-PIC. També s'estan intentant desenvolupar niobat de liti sobre aïllant (LNOI).
- La sílice té un pes baix i un factor de forma petit. És un component comú de les xarxes de comunicació òptica, com els circuits d'ona de llum plana (PLC).
- L'arsenur de gal·li (GaAS) té una gran mobilitat d'electrons. Això significa que els transistors GaAS funcionen a altes velocitats, el que els converteix en controladors de circuits integrats analògics ideals per a làsers i moduladors d'alta velocitat.